# Жюллиан, Филипп
Филипп Жюллиан, настоящее имя Филипп Симуне (фр. Philippe Jullian, 11 июля 1919, Бордо — 25 сентября 1977, Санлис) — французский писатель, светский хроникёр, коллекционер, художник-график, книжный иллюстратор.

## Биография
Его дед — историк и филолог Камиль Жюльян (1859—1933). Начинал учиться в Бордосском университете, но бросил его, занявшись искусством. Много путешествовал (Африка, Индия).
Покончил с собой.

## Творчество
Среди иллюстрированных им авторов — Бальзак, Достоевский, Пруст, Оскар Уайльд, Фербенк, Колетт, Кено. Писал о художниках и литераторах конца века, ар нуво, символизме, декадансе, автор словаря снобизма (1958), биографий Делакруа (1963), Робера де Монтескью (1965), Уайльда (1967), д’Аннунцио (1971), Жана Лоррена (1974), Адольфа де Мейера (1976), Сары Бернар (1978).
Изготовил этикетку для виноделов Château Mouton-Rothschild (1945).
Собственная проза Жюллиана отмечена мотивами гомоэротики, трансвестизма, садомазохизма.

## Книги

### Романы и рассказы
- Gilberte retrouvée (1956)
- Scraps (1959)
- Chateau-Bonheur (1960)
- My Lord (1961)
- Café Society (1962)
- La Fuite en Egypte (1968)

### Эссе
- For Whom the Cloche Tolls: A Scrap-Book of the Twenties (1953, в соавторстве с Энгусом Уилсоном)
- Dictionnaire du Snobisme (1958, с иллюстрациями автора)
- Les Collectioneurs (1967)
- Esthétes et Magiciens: l’art fin de siècle (1969)
- Les Symbolistes (1973)
- The Triumph of Art Nouveau (1974)
- La brocante (1975)
- Monmartre (1977)
- Les Orientalistes (1977)

## Издания на русском языке
- Эжен Делакруа. Москва: Терра, 1996.